# El poder de tu amor
El Poder de Tu amor é o segundo álbum ao vivo em língua espanhola da cantora brasileira Aline Barros. O álbum foi gravado na igreja La Catedral del Pueblo, em Miami, Flórida, Estados Unidos.
Muitos pensam que o disco é uma versão em espanhol de O Poder do Teu Amor, (que vendeu mais de 500 mil cópias no Brasil), por terem o mesmo título, mas, ambos os discos só possuem em comum suas músicas-título, que se tratam de versões de The Power of Your Love, de Hillsong Worship.  El Poder de Tu Amor foi distribuído no formato K7 pela Hosanna! Music e em CD no Brasil pela AB Records.

## Faixas
| N.º            | Título                                               | Compositor(es)                     | Duração |  |
| 1.             | "Demos Alabanza (Sending Up Praise)"                 | Suzette Beltran e Jonathan Warvick | 3:45    |  |
| 2.             | "Vine A Alabarte (I've Come To Praise You)"          | Garry Mc Donald e Jonathan Warvick | 4:38    |  |
| 3.             | "Tu Amor Por Mí (Your Love For Me)"                  | Don Harris e Gary Sadler           | 3:55    |  |
| 4.             | "Por Amor (Above All)"                               | Paul Baloche y Lenny Le Blanc      | 4:16    |  |
| 5.             | "Inmenso Amor (You Are The King)"                    | Billy James Foote                  | 4:55    |  |
| 6.             | "Aleluya (Jesús Es El Cordero) [Hallelujah]"         | Benjamin Gaither e Marshall Hall   | 4:00    |  |
| 7.             | "De Tí Lo Que Más Amo (Of All The Things About You)" | Wes Tuttle                         | 3:44    |  |
| 8.             | "Señor Ten Misericordia (Lord Have Mercy)"           | Steve Merkel                       | 5:32    |  |
| 9.             | "Sal Y Luz (Salt And Light)"                         | Jan e John Lecuyer                 | 4:16    |  |
| 10.            | "Dulces Moradas (Dwelling Places)"                   | Miriam Webster                     | 5:24    |  |
| 11.            | "El Poder de Tu Amor (The Power Of Your Love)"       | Geoff Bullock                      | 5:58    |  |
| 12.            | "Dios Es Alegre "                                    | Beto Tavares                       | 4:31    |  |
| Duração total: | Duração total:                                       | Duração total:                     | 52:14   |  |